# Zastava Lužičkih Srba
Zastava Lužičkih Srba (gornjolužičkosrpski: Serbska chorhoj, donjolužičkosrpski: Serbska chórgo) narodna je zastava Lužičkih Srba.
Kao i većina slavenskih zastava, lužičkosrpska također ima panslavenske boje, koje imaju podrijetlo u panslavenskom pokretu koji je nastao u Europi u 19. stoljeću.

## Povijest
Prvi spomen lužičkosrpske zastave datira iz 1842. godine. Zastupnici Lužičkih Srba svojim su simbolom proglasili plavo-crveno-bijelu trobojnicu u lipnju 1848. godine na Prvom sveslavenskom kongresu u Pragu.
Nacistička vlast u Njemačkoj 1935. godine zabranila je ovu zastavu. Dana 17. svibnja 1945. godine osnovana je lužičkosrpska organizacija Domowina koja je ponovo počela koristiti zastavu.
U zakonodavstvu Istočne Njemačke ne spominje se zastava Lužičkih Srba, no vlasti Cottbusa i Dresdena dozvolili su njeno isticanje u posebnim prilikama.